# Groove Coverage
Groove Coverage er et tysk danceband, der består af Axel Konrad, DJ Novus, Melanie Munch, bedre kendt som Mell (forsanger) og Verena Rehm (tidligere danser, baggrundsvokal og til tider forsanger). Bandets producere er Ole Wierk og Axel Konrad. Projektet blev grundlagt i sommeren 2001 af DJ Novus, i samarbejde med Suprime Music (Konrad). Med 11 singler på den tyske Top 50 og over 13 millioner solgte album er gruppen et af Tysklands mest succesfulde dancebands.

## Diskografi

### Studiealbum
| Covergirl                   | - Udgivet: 2002 - Pladeselskab: Zeitgeist (Universal), Suprime Music - Format: CD, digital download               | 39 | 43 |
| 7 Years and 50 Days         | - Udgivet: 2004 - Pladeselskab: Zeitgeist (Universal), Suprime Music - Format: CD, digital download               | 15 | 12 |
| 21st Century                | - Udgivet: 7. juli 2006 - Pladeselskab: Zeitgeist (Universal), Suprime Music - Format: CD, digital download       | 39 | 24 |
| Riot on the Dancefloor      | - Udgivet: 30. marts, 2012 - Pladeselskab: Suprime Music, Sony Music Entertainment - Format: CD, digital download | —  | —  |
| "—" Nåede ikke hitlisterne. | |    |    |

### Opsamlingsalbum
- Best of Groove Coverage (CD + DVD) (2005)
- Best of Groove Coverage: The Ultimate Collection (3 CD) (2005) (Hong Kong)
- Greatest Hits (2006) (USA)
- Greatest Hits (2 CD) (2007)
- Poison (The Best Of Groove Coverage) (Rare Japan CD)
- The Definitive Greatest Hits & Videos (Singapore) (2008)

### Singler
| 1999                        | "Hit Me"                    | —  | —  | —  | —  | —  | —  | —  | —   | Single only            |
| 2000                        | "Are U Ready"               | —  | —  | —  | —  | —  | —  | —  | —   | Covergirl              |
| 2001                        | "Moonlight Shadow"          | 3  | 39 | 5  | 50 | —  | 68 | 52 | 100 | Covergirl              |
| 2002                        | "God Is a Girl"             | 8  | —  | 5  | 55 | —  | —  | 70 | —   | Covergirl              |
| 2003                        | "The End"                   | 14 | —  | 16 | —  | —  | —  | —  | —   | 7 Years and 50 Days    |
| 2003                        | "Poison"                    | 7  | —  | 3  | —  | 29 | 51 | —  | 32  | 7 Years and 50 Days    |
| 2004                        | "7 Years and 50 Days"       | 16 | —  | 6  | —  | —  | —  | —  | —   | 7 Years and 50 Days    |
| 2004                        | "She"                       | 18 | —  | 14 | —  | —  | —  | —  | —   | 7 Years and 50 Days    |
| 2004                        | "Runaway"                   | 20 | —  | 10 | —  | —  | —  | —  | —   | 7 Years and 50 Days    |
| 2005                        | "Holy Virgin"               | 30 | —  | 12 | —  | —  | —  | —  | —   | 21st Century           |
| 2006                        | "On the Radio"              | 21 | —  | 23 | —  | —  | —  | —  | —   | 21st Century           |
| 2006                        | "21st Century Digital Girl" | 41 | —  | 32 | —  | —  | —  | —  | —   | 21st Century           |
| 2007                        | "Because I Love You"        | 72 | —  | 56 | —  | —  | —  | —  | —   | Greatest Hits          |
| 2010                        | "Innocent"                  | 38 | —  | 48 | —  | —  | —  | —  | —   | Riot on the Dancefloor |
| 2011                        | "Angeline"                  | 22 | —  | 26 | —  | —  | —  | —  | —   | Riot on the Dancefloor |
| 2012                        | "Think About the Way"       | 54 | —  | —  | —  | —  | —  | —  | —   | Riot on the Dancefloor |
| 2012                        | "Riot on The Dancefloor"    | 91 | —  | 72 | —  | —  | —  | —  | —   | Riot on the Dancefloor |
| 2014                        | "Tell Me"                   | —  | —  | —  | —  | —  | —  | —  | —   |                        |
| 2014                        | "Wait"                      | —  | —  | —  | —  | —  | —  | —  | —   |                        |
| 2015                        | "Million Tears 2015"        | —  | —  | —  | —  | —  | —  | —  | —   |                        |
| 2017                        | "Wake Up"                   | —  | —  | —  | —  | —  | —  | —  | —   | —                      |
| "—" Nåede ikke hitlisterne. |                             |    |    |    |    |    |    |    |     |                        |